# 世界攝影組織
世界摄影组织（World Photography Organisation，WPO）是一個與攝影有關的組織，成立於2007年。它的會員来自全球180多个国家/地区的個人和组织。世界摄影组织每年會举办一系列摄影主题活动，例如索尼世界摄影大賽（Sony World Photography Awards）。 